# Pavilionul 6 din Băile Herculane
Pavilionul 6 este un monument istoric aflat pe teritoriul orașului Băile Herculane.

## Istoric
Inițial, pe locul Pavilionului 6, a fost „Ospătăria cea mare”, construită în anul 1824, care a ars în anul 1900. Pe locul fostei ospătării a fost construită, în anul 1906, clădirea actuală a Pavilionului 6. Proiectul clădirii, realizat de arhitecții Guido Hoepfner și Géza György, a fost selecționat în urma organizării unui concurs. Pavilionul 6, având o structură cu subsol, parter, mezanin și trei etaje, dotată la vremea respectivă cu lift hidraulic, a fost ultima și, totodată, cea mai impunătoare construcție din Ansamblul de arhitectură balneară „Piața Hercules”. Fațada clădirii, cu multe detalii expresive, prezintă basoreliefuri cu oferta stațiunii la începutul secolului XX.